# Episodi di Ben 10 (seconda stagione)
La seconda stagione di Ben 10, composta da 13 episodi, è stata trasmessa negli Stati Uniti d'America dal 29 maggio 2006 al 9 ottobre 2006. Gli alieni all'interno dell'Omnitrix di questa stagione sono 12: Bestiale, 2x2, Materia Grigia, XLR8, Plusultra, Diamante, Mastica, Pungiglione, Pelle d'Oca, Inferno, Rotolone e Vite Elastica.
| nº | Titolo originale             | Titolo italiano                        | Prima TV USA   |
| -- | ---------------------------- | -------------------------------------- | -------------- |
| 1  | Truth                        | La verità                              | 29 maggio 2006 |
| 2  | The Big Tick                 | La Terra è in Pericolo/La Grande Zecca | 30 maggio 2006 |
| 3  | Framed                       | Il ritorno di Kevin                    | 31 maggio 2006 |
| 4  | Gwen 10                      | Gwen 10                                | 1º giugno 2006 |
| 5  | Grudge Match                 | Ben e Kevin alleati                    | 7 giugno 2006  |
| 6  | The Galactic Enforcers       | I Difensori della Galassia             | 13 giugno 2006 |
| 7  | Camp Fear                    | Il campeggio della paura               | 21 giugno 2006 |
| 8  | Ultimate Weapon              | L'arma risolutiva                      | 6 luglio 2006  |
| 9  | Tough Luck                   | La Chiave di Volta                     | 12 luglio 2006 |
| 10 | They Lurk Below              | Le creature degli abissi               | 18 luglio 2006 |
| 11 | Ghostfreaked Out             | Pelle d'Oca e i mostri del circo       | 25 luglio 2006 |
| 12 | Dr. Animo and the Mutant Ray | Il Dr Animus e il raggio mutante       | 25 agosto 2006 |
| 13 | Back with a Vengeance        | La vendetta                            | 9 ottobre 2006 |

## La verità
- Titolo originale: Truth
- Diretto da: Scooter Tidwell
- Scritto da: Marty Isenberg

### Trama
Dopo l'incidente con Vilgax, Max racconta il suo passato segreto a Ben e Gwen. In realtà lui non era veramente un idraulico, ma faceva parte di una organizzazione governativa segreta chiamata "I Risolutori", che aveva a che fare con tutti i fenomeni paranormali ed extraterrestri che non potevano essere gestiti da altri. L'organizzazione venne smantellata dopo che Max sconfisse Vilgax per la prima volta. Durante uno degli ormai consueti atti di eroismo di Ben, il trio dei Tennyson si imbatte nel vecchio partner di Max, Phil. Phil è ancora nel business della caccia agli alieni, anche se ora è un agente "freelance". Phil suggerisce di riformare i Risolutori, ma Max non è d'accordo con Phil.  Ben, in ogni caso, è molto più che entusiasta dell'idea di Phil. Durante un'altra battaglia aliena, Ben rivela il segreto dell'Omnitrix a Phil, e quest'ultimo è ancora più determinato nel volerlo come partner. Phil finisce per portarli in un albergo costoso, che può pagare grazie alle ricompense ottenute nel catturare alieni. La frequenza degli attacchi alieni, così come la familiarità che gli ispirano, non fa che creare sospetti in Max, fino a quando quest'ultimo non si reca sul Monte Rushmore per controllare qualcosa. Arrivato lì, scopre che il Proiettore del Vuoto Totale - un'arma che può intrappolare, o rilasciare, cose da una dimensione alternativa - è sparito. Phil infatti aveva abusato nel tempo del Proiettore per imbrogliare vari proprietari alberghieri affinché lo pagassero per catturare gli alieni che lui stesso in precedenza aveva liberato. Phil libera un alieno per prendersi cura di Max, ma Ben riesce a liberarlo e a intrappolare, inoltre, Phil nel Vuoto Totale.

## La Terra è in Pericolo/La Grande Zecca
- Titolo originale: The Big Tick
- Diretto da: Sebastian Montes
- Scritto da: Kevin Hopps

### Trama
Mentre Ben si trova nella foresta con Gwen e nonno Max; nel momento in cui Ben e Gwen lo maneggiano entrambi l'Omnitrix sblocca una nuova forma aliena: Rotolone. Quando Ben prova il nuovo alieno nella foresta si schianta un meteorite, che si chiama "Grande Zecca", e tre alieni che sono venuti ad assistere alla fine della Terra a cui ci penserà la Grande Zecca (che una settimana prima ha distrutto anche il pianeta di Rotolone) . Ben prova a distruggerla con tutti i suoi alieni, eccetto Rotolone, dal momento che gli sembrava inutile, ma alla fine è costretto ad usarlo dato che gli altri alieni non riescono a fermarla. Rotolone distrugge la Grande Zecca ma alla fine dell'episodio Ben è costretto a pulire la vecchia carretta ricoperta di polpa della Grande Zecca. 
- Debutto degli alieni dell'Omnitrix: Rotolone.

## Il ritorno di Kevin
- Titolo originale: Framed
- Diretto da: Sebastian Montes III
- Scritto da: Thomas Pugsley

### Trama
Ben, Gwen e nonno Max si trovano a San Francisco per il nuovo "Sumo Slammer", ma poco dopo Gwen e nonno Max vedono 2x2 che devasta la città. Quando Ben viene a sapere dell'accaduto si mette a indagare e trova il 2x2 che scappa verso la banca e all'interno di essa il giovane eroe, nei panni di Diamante, combatte un altro Inferno che si rivela essere Kevin. Kevin spiega a Ben che l'ultima volta che hanno combattuto lui ha assorbito tanta energia dall'Omnitrix, permettendogli di mutare in tutte le forme aliene che Ben racchiude nell'orologio. Quando arriva la SACT (Spazza via Alieni Con Tenacia; una società di agenti segreti) Kevin se ne va lasciando Ben contro gli agenti, ma si ritrasforma e gli agenti lo riportano da Gwen e nonno Max. Qualche minuto dopo Kevin, mutato in Plusultra, attacca un bus con i passeggeri all'interno, ma Bestiale riesce a fermare il mezzo mentre Kevin scappa di nuovo. Giunge la sera e sul ponte di San Francisco, Kevin nelle sembianze di Diamante, distrugge tutto ma poi arrivano il capo della SACT, il colonnello Steel, e Ben, nei panni di 2x2. Kevin batte Steel e poi affronta Ben, ma durante lo scontro qualcosa non va e torna umano. 2x2 se ne va facendo arrabbiare Kevin fino al punto di farlo trasformare involontariamente in un mutante con tutte le caratteristiche e i poteri degli alieni, senza però poter tornare umano, così Kevin attacca Ben che non riesce a tenergli testa ma il colonnello Steel ordina a i suoi agenti di sparare a Kevin, facendolo atterrare brutalmente in acqua. Poco dopo, i Tennyson se ne vanno senza sapere che Kevin è ancora vivo.

## Gwen 10
- Titolo originale: Gwen 10
- Diretto da: Scooter Tidwell
- Scritto da: Greg Klein

### Trama
Quando Ben si sveglia una mattina, si ritrova senza l'Omnitrix al polso. E ancor più strano è il fatto che né Gwen né nonno Max sappiano di cosa Ben stia parlando quando vengono interrogati sul perché di quell'avvenimento. Ben presto scopre che sta rivivendo il primo giorno della sua vacanza estiva, lo stesso giorno in cui Ben aveva trovato l'Omnitrix. Si, appunto, in prossimità della Terra, una battaglia infuriava tra due astronavi. Chiaramente dominata, la più piccola delle due sparò un laser al ponte di quella più grande, lanciando poi una capsula sulla Terra approfittando della confusione. L'esplosione del ponte causò quasi la morte del comandante dell'astronave più grande, Vilgax. Tuttavia l'astronave più piccola sembrava essere completamente distrutta. Ma Ben troverà l'Omnitrix in una realtà alternativa. Alla loro prima fermata, Ben trova la capsula entrata in collisione con la Terra, come in "SuperBen". Dentro di essa c'è l'Omnitrix. Ma al campeggio, Ben cerca di trovarlo quando si schianta sulla Terra, solo per scoprire che era già stato trovato e l'orologio aderisce… al polso di Gwen e si rifiuta di venire via! Mentre Gwen si adatta velocemente ai poteri dell'Omnitrix (con molta più abilità di Ben, cioè scopre accidentalmente che quest'ultimo può trasformarla in varie creature aliene e impara velocemente a usarlo). Rendendosi conto che grazie all'orologio potrebbe diventare una super eroina, Gwen lo usa per distruggere le creature robotiche che Vilgax manda per recuperarlo, e infatti si sta già dirigendo sulla Terra per prenderglielo, probabilmente in un modo fin troppo doloroso. Per salvare Gwen, Ben dimostrerà a sé stesso di essere un eroe anche se non c'è l’Omnitrix al polso ad aiutarlo come al solito.
Tuttavia gli avvenimenti di questo episodio si sono svolti in un universo parallelo, perciò questa puntata non è canonica con il resto della serie.

## Ben e Kevin alleati
- Titolo originale: Grudge Match
- Diretto da: Sebastian Montes III
- Scritto da: Marty Isenberg

### Trama
Mentre Gwen e nonno Max sono bloccati nel camper sottosopra, Diamante combatte Kevin (ancora nella forma della fusione degli alieni) ma poi vengono rapiti da Slix Vigma:un robot che viaggia nella galassia per sequestrare gli alieni dai loro pianeti e farli combattere a bordo del suo Megacruiser per il divertimento del pubblico. Ben e Kevin devono collaborare per scappare insieme agli altri alieni, così Ben, nei panni di Plusultra, prende il controllo di Slix Vigma e lo usa per accedere alle capsule di salvataggio così gli alieni tornano sui loro pianeti. Tuttavia Kevin, dopo aver distrutto Slix Vigma, blocca Ben sulla nave e cerca di ucciderlo. Fortunatamente Ben riesce a diventare Rotolone e, dopo aver combattuto contro Kevin, riesce a tornare sulla Terra grazie all'aiuto di un alieno diventato suo alleato, Technorg.

## I Difensori della Galassia
- Titolo originale: The Galactic Enforcers
- Diretto da: Scooter Tidwell
- Scritto da: Joe Kelly

### Trama
Alcuni cacciatori di taglie pianificano di usare minerali grezzi per costruire una bomba assolutamente devastante, quando Ben si unisce a un gruppo di supereroi alieni, i Difensori della Galassia, per fermarli. In ogni caso, tutto non va bene nel nuovo gruppo, ad esempio un pezzo di cioccolata che Ben regala a Ultimos si rivela in realtà il punto debole di quest'ultimo, rendendolo debolissimo. Questo porta il suo secondo, Synaptak, fino a prendere il controllo del gruppo. In ogni caso, le tattiche dei Difensori che riguardano la "presenza di comando" causano un attacco ai loro danni e quasi al ferimento del terzo membro del gruppo, Tini. In ogni caso, dopo che Ben aiuta Synaptak a liberare Tini, e recuperato Ultimos, Ben e i Difensori della Galassia riescono a mettere da parte le loro divergenze per arrestare i cacciatori di taglie.

## Il campeggio della paura
- Titolo originale: Camp Fear
- Diretto da: Sebastian Montes III
- Scritto da: Marty Isenberg

### Trama
Distratto dai continui litigi di Ben e Gwen, Max quasi investe un giovane campeggiatore di nome Gilbert sulla strada. I Tennyson portano il giovane al suo campeggio, il Campeggio Opinicon, solo per non trovare nessuno. Mentre investigano su ciò che è accaduto, trovano altri due bambini gemelli, Andy e Mandy, che si stavano nascondendo da qualcosa, la stessa cosa che aveva causato la fuga degli altri campeggiatori. Max viene catturato da alcune radici mentre sta investigando, portando Ben e Gwen a doversi dividere. Mentre Gwen conduce i tre ragazzi alla salvezza dai funghi mutanti, Ben prova a salvare nonno Max in due tentativi, entrambi falliti, e viene anche catturato durante il secondo. Provando a scappare, Ben sblocca una nuova forma aliena, un alieno simile a una pianta che Ben chiama Vite Elastica; in ogni caso, anche Vite Elastica non può sconfiggere il cervello che controlla le creature simili a funghi. Fortunatamente, Ben getta della polvere "contro tutti i tipi di fungo" nel cervello e causa l'appassimento di quest'ultimo e dei suoi tirapiedi. Ben e Gwen infine spargono altra polvere sulle spore salvando il campo.
- Debutto degli alieni dell'Omnitrix: Vite Elastica.

## L'arma risolutiva
- Titolo originale: Ultimate Weapon
- Diretto da: Scooter Tidwell
- Scritto da: Jeff Hare

### Trama
La tecnologia da Risolutore di Max rileva che un'antica maschera è stata dissotterrata. Questo provoca velocemente un cambio di atteggiamento di nonno Max; sostiene, infatti, che quel manufatto potrebbe condurre all'arma più forte mai creata e che il trio deve assolutamente trovarla prima che cada nelle mani sbagliate. Max diventa quindi più impaziente, non riesce più a controllarsi e diventa molto più severo. Dopo aver recuperato la maschera, i Tennyson si ritrovano ad affrontare l'Organizzazione, il cui vero nome è "I Cavalieri Immortali", i quali vogliono a loro volta trovare l'arma. I Tennyson dopo una lotta senza quartiere riescono a fare propria la maschera e la usano per trovare l'arma, la leggendaria Spada di Ekchuah, dentro una piramide Maya. Arrivati lì, 2x2 si ritrova a dover affrontare un antico guardiano di nome Ah Puch, mentre i Cavalieri Immortali lottano contro Max per il possesso della Spada. Trovandosi in una situazione complicata, Max decide di salvare la sua famiglia piuttosto che recuperare la Spada, rendendosi conto quale delle due fosse più importante. La sua scelta si rivela essere saggia, infatti, appena Enoch prende la Spada, quest'ultima si sbriciola in mille pezzi. Il tempio collassa su sé stesso, e, anche se Max e i ragazzi dicono a Enoch di andarsene, quest'ultimo rimane lì in un disperato tentativo di prendere la polvere che una volta era un'arma risolutiva.

## La Chiave di Volta
- Titolo originale: Tough Luck
- Diretto da: Scooter Tidwell
- Scritto da: Steven T. Seagle

### Trama
Gwen ha l'opportunità di rientrare nei suoi panni di Fortuna Miao dopo che trova la Chiave di Volta di Bezel in un convegno sulla magia a Las Vegas. Allo stesso tempo, lo Stregone viene tirato fuori di prigione da sua giovane nipote, Incantatrice, e cerca la Chiave di Volta allo scopo di usarla per ripristinare gli Amuleti distrutti proprio da Gwen. Incantatrice inganna Gwen e si guadagna la sua fiducia allo scopo di recuperare la Chiave di Volta e darla allo Stregone. In ogni caso, Incantatrice tradisce a sua volta anche lo zio, così da prendere il potere degli Amuleti per sé. Vite Elastica interrompe il processo di ricreazione mentre Gwen sconfigge Incantatrice. Per fare ciò, la ragazza emette un raggio di energia dal bastone dello Stregone, che potrebbe essere usato solo da un maestro stregone, rivelando qualcosa di più che un'affinità per la magia.

## Le creature degli abissi
- Titolo originale: They Lurk Below
- Diretto da: Sebastian Montes III
- Scritto da: Thomas Pugsley e Greg Klein

### Trama
Ben è in visita in un hotel sott'acqua con Gwen e nonno Max il cui proprietario è un vecchio e caro amico di Max, che ha anche lui un nipote dell'età di Ben. Quando nonno Max e il suo amico si fanno una chiacchierata in privato il nipote del proprietario dell'hotel porta lui, Ben e Gwen sul sottomarino di suo nonno, e una volta sott'acqua delle creature attaccano i ragazzi, ma Ben si trasforma in Mastica e le distrugge. I tre tornano dai nonni e altre creature rompono i vetri così l'amico di Max è costretto a rivelare un segreto: settimane prima lui aveva trovato su un vecchio relitto una sfera di energia che prese per far funzionare l'hotel. Con il lavoro di squadra il gruppo riesce a recuperare la sfera, nonostante gli attacchi e a restituirla alle creature degli abissi profondi.

## Pelle d'Oca e i mostri del circo
- Titolo originale: Ghostfreaked Out
- Diretto da: Sebastian Montes III
- Scritto da: Thomas Pugsley

### Trama
Negli ultimi tempi, Ben Tennyson ha di continuo strani incubi riguardo Pelle d'Oca. Durante una gita in una scuola che Gwen desidera frequentare, Ben vede e sente Pelle d'Oca ovunque, e la sfortuna che lo perseguita. Quando i mostri del circo si fanno vedere, Ben attiva l'Omnitrix; quest'ultimo lo trasforma proprio in Pelle d'Oca. Dopo una strana battaglia, nella quale Ben non ha più chiaramente il controllo delle proprie azioni, Pelle d'Oca riesce a scappare dall'Omnitrix. Pelle d'Oca rimuove il suo secondo strato di pelle per cercare di possedere Ben, rivelando al di sotto una creatura terrificante. Tuttavia, come effetto collaterale della rimozione della seconda pelle, Pelle d'Oca non può più sopportare la luce del sole ed è costretto a ritirarsi. Pelle d'Oca spaventa i mostri del circo e li costringe a lavorare per lui poiché il suo piano consiste nel possedere Ben per avere il pieno controllo dell'Omnitrix. Ben e il resto della famiglia incontrano Pelle d'Oca e i suoi tirapiedi la notte stessa. Gwen e Max mettono facilmente fuori gioco i mostri del circo, ma Ben se la vede con la sua ex forma aliena. Mentre Pelle d'Oca si prepara a possederlo, Ben tira le tende della stanza mentre il sole sta sorgendo, incenerendolo.

## Il Dr Animus e il raggio mutante
- Titolo originale: Dr. Animo and the Mutant Ray
- Diretto da: Scooter Tidwell
- Scritto da: Duncan Rouleau

### Trama
Per provare a sbloccare altri alieni Ben rompe l'Omnitrix staccandogli la cover e il giorno dopo tenta di rimetterla al proprio posto con una gomma da masticare. Più tardi Ben, Gwen e nonno Max si trovano a un festival dei coccodrilli ma un improvviso attacco del Dr. Animus e della sua rana gigante mette la gente in pericolo, così Ben usa l'ancora rotto Omnitrix (a cui è caduta la cover durante il caos) e si trasforma in Pungi2x2, una fusione di 2x2 e Pungiglione. Essendo debole in quella forma Ben non riesce a battere la rana e intanto il Dr. Animus trova la cover dell'Omnitrix e se ne va per montarla a al suo raggio mutante, e il Team Tennyson si dirige al nascondiglio di Animus in barca. Durante il viaggio un pipistrello gigante con i poteri e l'aspetto di Inferno attacca il Team ma viene sconfitto da Ben, nei panni di Diamante-Grigio, una fusione tra Diamante e Materia Grigia. Arrivati al nascondiglio dello scienziato, il Dr. Animus trasforma nonno Max in una larva aliena. Arrabbiato, Ben sconfigge la rana e il pipistrello infernale nelle sembianze di Mastinferno, una fusione tra Mastica ed Inferno, e Gwen recupera la cover, così Ben usa il raggio dello scienziato pazzo per far tornare nonno Max umano e riesce anche a riconnettere la cover all'Omnitrix, sconfiggendo nuovamente Animus.

## La vendetta
- Titolo originale: Back with a Vengeance
- Diretto da: Sebastian Montes III
- Scritto da: Marty Isenberg

### Trama
Ben per sbaglio attiva la funzione principale dell'Omnitrix, che gli permette un controllo totale sul dispositivo, trasformandolo in qualsiasi alieno anche solo grazie al pensiero e potendo rimanere alieno senza limiti di tempo. In un altro luogo, Kevin ha assunto definitivamente il controllo del MegaCruiser. Usandolo per navigare nell'universo, trova e rianima Vilgax. I due combattono, ma Vilgax si rende conto velocemente della vera natura della mutazione di Kevin e decide che potrebbe essergli utile. Kevin e Vilgax localizzano Ben e lo combattono su un ponte. Max prova a intrappolare i nemici nella dimensione del Vuoto Totale; in ogni caso, Ben ci finisce dentro anch'egli e continua la sua battaglia in un'altra realtà. Gwen entra nel Vuoto Totale per recuperare Ben. Sfortunatamente, Vilgax la prende in ostaggio, costringendo Ben a dargli l'Omnitrix per salvarla. Ma, prima che chiunque riesca a fuggire, Kevin tradisce Vilgax. Ben e Gwen riescono a riprendere possesso dell'Omnitrix nella rissa che ne consegue e lasciano i nemici intrappolati nel Vuoto Totale. Ben si rimette l'Omnitrix al polso, ma ha azzerato la funzione principale e non può più accedere ai suoi infiniti poteri, che quindi permangono quelli precedenti.